# Peter Wilson (Architekt)
Peter Lynn Wilson (* 27. September 1950 in Melbourne) ist ein australischer Architekt.

## Werdegang
Wilson studierte von 1969 bis 1971 Architektur an der Universität Melbourne und von 1972 bis 1974 an der AA in London (AA Diploma Prize 1974). Dort war er 1974 bis 1975 Assistent von Rem Koolhaas und Elia Zenghelis, Intermediate Unit Master 1976–1979 und Diploma Unit Master 1980–1988.
1980 gründete er zusammen mit Julia Bolles-Wilson sein eigenes Architekturbüro The Wilson Partnership. Nach dem Wettbewerbsgewinn für die Stadtbücherei Münster wurde das Büro als Architekturbüro Bolles Wilson & Partner nach Münster verlegt und ist heute unter dem Namen BOLLES+WILSON bekannt.

## Bauten und Projekte
Für die im Rahmen des Büros BOLLES+WILSON durchgeführten Projekte siehe die dortige Werkliste.